# 2012년 넥센 히어로즈 시즌
2012년 넥센 히어로즈 시즌은 넥센 히어로즈가 KBO 리그에 참가한 3번째 시즌으로, 우리 히어로즈, 히어로즈, 서울 히어로즈 시절까지 합하면 5번째 시즌이다. 김시진 감독이 팀을 이끈 마지막 시즌으로, 중도 경질되어 김성갑 감독 대행이 잔여 시즌을 책임졌다. 주장은 강병식이었으나 도중에 이택근으로 교체되었다. 팀은 8팀 중 정규시즌 6위에 그쳐 5년 연속으로 포스트시즌 진출에 실패했다.

## 타이틀
- 한일 프로야구 레전드매치 국가대표: 김시진
- KBO MVP: 박병호
- KBO 신인상: 서건창
- KBO 골든글러브: 박병호 (1루수), 서건창 (2루수), 강정호 (유격수)
- 일구상 최고타자상: 박병호
- 일구상 신인상: 서건창
- 조아제약 프로야구대상 대상: 박병호
- 조아제약 프로야구대상 신인상: 서건창
- 동아스포츠대상 프로야구 올해의 선수: 박병호
- 스포츠조선 프로야구 테마랭킹 클러치 능력 1위: 박병호
- 3월 한국갤럽 선정 가장 좋아하는 한국인 야구선수 8위: 김병현
- 스포츠토토 올해의 선수: 박병호
- 스포츠토토 올해의 신인상: 서건창
- 스포츠토토 5월 MVP: 박병호
- 카스포인트 어워즈 대상: 박병호
- 카스포인트 어워즈 타자 1위: 박병호
- 카스포인트 어워즈 최우수 신인상: 서건창
- 카스포인트 어워즈 최우수 외국인상: 나이트
- 오마이스포츠 선정 팀 창단 10주년 기념 베스트 라인업: 강정호 (유격수)
- 마이데일리 선정 역대 FA 몸값 총액 포지션 베스트: 이택근 (외야수 2위)
- 올스타전 선구회상: 강정호
- 올스타 선발: 허도환 (포수), 강정호 (유격수)
- 올스타전 추천선수: 손승락, 나이트, 서건창
- 스포츠조선 선정 올스타 베스트10: 허도환 (포수), 박병호 (1루수), 서건창 (2루수), 강정호 (유격수), 이택근 (외야수)
- 컴투스프로야구 주요 외국인선수 라인업: 나이트 (선발투수)
- 컴투스프로야구 내일은 신인왕 라인업: 서건창 (2루수)
- 컴투스프로야구 트레이드 사가 라인업: 박병호 (1루수)
- 컴투스프로야구 선정 신고선수 출신 스타 선수: 서건창
- 컴투스프로야구 선정 꽃미남 구단: 심수창
- WAR: 강정호 (8.31)
- 수비 WAR: 서건창 (2.00)
- 출장(타자): 박병호 (133)
- 2루타: 박병호 (34)
- 3루타: 서건창 (10)
- 홈런: 박병호 (31)
- 루타: 박병호 (263)
- 타점: 박병호 (105)
- 고의4구: 강정호 (8)
- 장타율: 박병호 (0.561)
- 투수 WAR: 나이트 (6.89)
- 선발등판: 나이트 (30)
- 이닝: 나이트 (208.2)
- 상대한 타자 수: 나이트 (832)
- 평균자책점: 나이트 (2.20)
- 장타: 박병호 (65)
- 순장타율: 박병호 (0.271)
- 추정 득점: 박병호 (103.1)
- 퀄리티 스타트: 나이트 (27)
- 선발승: 나이트 (16)
- 병살 유도: 나이트 (19)
- 땅볼 유도: 나이트 (311)
- 풋아웃: 박병호 (1027)
- 병살 처리: 박병호 (109)

### 퓨처스리그
- 퓨처스 올스타: 이태양, 장영석, 박헌도, 지재옥
- 3루타: 문우람 (8)
- 출루율: 박정준 (0.450)
- 남부리그 타율: 박정준 (0.352)

## 선수단
- 선발투수 : 나이트, 밴헤켄, 강리호, 김세현, 김병현
- 구원투수 : 박성훈, 한현희, 김상수, 문성현, 장시환, 오주원, 임창민, 이태양, 이보근, 이정훈, 심수창
- 마무리투수 : 손승락, 김수경, 박종윤, 김건태
- 포수 : 최경철, 허도환, 강귀태, 지재옥
- 1루수 : 박병호
- 2루수 : 서건창, 차화준
- 유격수 : 강정호
- 3루수 : 김민성, 김민우, 유재신, 신현철, 지석훈, 장영석
- 좌익수 : 장민석, 오윤, 문우람, 박헌도, 송지만, 조중근
- 중견수 : 이택근
- 우익수 : 정수성, 유한준, 이성열
- 지명타자 : 강병식, 박정준, 김남형, 오재일

## 여담
- 서건창은 구단 사상 첫 KBO 신인상 수상자가 되었다.
- 박병호는 구단 사상 최초의 KBO MVP가 되었다.
- 이 시즌 팀은 보크를 한 번도 저지르지 않았다.
- 김수경은 이 시즌을 끝으로 은퇴하여 KBO 리그 통산 1000이닝을 달성한 동시에 2000년 이후 은퇴한 투수 중 처음으로 통산 홀드 없이 은퇴한 투수가 되었다. 또한 KBO 리그 통산 월요일 경기 최다 선발 등판(15), 최다 볼넷 허용(56), 최다 투구(1701) 기록을 세웠다.
- 강정호는 WAR 8.31로 팀명이 키움 히어로즈로 바뀌기 전까지 구단 사상 단일 시즌 WAR 1위였다.
- 오재일은 시즌 도중 두산 베어스로 이적하여 넥센 히어로즈 사상 통산 최저 WAR(-1.61) 기록을 세웠다.

## 같이 보기
- 2013년 넥센 히어로즈 시즌